# National Soccer League 1991-92
La National Soccer League 1991-92 fue la decimosexta edición de la National Soccer League, la liga de fútbol profesional en Australia. El torneo estuvo organizado por la Federación de Fútbol de Australia (FFA). Esta competencia se disputó hasta 2004, para darle paso a la A-League (llamada Hyundai A-League), que comenzó en la temporada 2005-06.
Durante la temporada regular, los clubes disputaron 26 partidos, siendo el Melbourne Croatia el que más puntos acumuló, con un total de 35, seguido por el Sydney Olympic con 34. Los cinco primeros equipos con mejores puntajes clasificaron a una ronda eliminatoria, para definir a los finalistas. De los cinco clasificados a instancias finales, el Adelaide City y Melbourne Croatia llegaron a la final que se disputó el 3 de mayo de 1992.
La final la ganó el Adelaide City en tiros desde el punto penal. El partido terminó 0:0 durante los 90 minutos reglamentarios. En esta instancia se impuso el Adelaide City 4:2, obteniendo de esta manera el campeonato, que sería su segundo gran logro en la historia. Se disputó en el Olympic Park, ante 15 463 espectadores.
En cuanto a los premios de la competición, los futbolistas con más goles fueron Tim Bredbury del Sydney Olympic y Kimon Taliadorosdel Sth Melbourne con 15 goles, David Ratcliffe del Wollongong City el mejor técnico y Josip Biskic del Melbourne CSC el mejor jugador del año.

## Equipos participantes
| Equipo                 | Ciudad       | Estadio                         |
| ---------------------- | ------------ | ------------------------------- |
| Marconi Fairfield      | Fairfield    | Marconi Stadium                 |
| Wollongong Wolves      | Wollongong   | WIN Stadium                     |
| Adelaide City          | Adelaida     | Adelaide City Park              |
| APIA Leichhardt Tigers | Leichhardt   | Lambert Park                    |
| Sydney Olympic         | Sídney       | Belmore Sports Ground           |
| Brisbane United        | Brisbane     | Perry Park                      |
| Parramatta Eagles      | Chester Hill | Melita Stadium                  |
| Heidelberg United      | Heidelberg   | Olympic Park (Village)          |
| South Melbourne        | Melbourne    | Lakeside Stadium                |
| Newcastle Breakers     | Newcastle    | Breakers Stadium                |
| Preston Lions SC       | Preston      | B.T. Connor Reserve             |
| Melbourne Croatia FC   | Victoria     | Knights Stadium                 |
| Sydney Croatia FC      | Edensor Park | Sydney United Sports Centre     |
| West Adelaide SC       | Adelaide     | Adelaide Shores Football Centre |

## Clasificación
| Posición              | Equipo                 | PJ | PG | PE | PP | GF | GC | GD  | Puntos |
| --------------------- | ---------------------- | -- | -- | -- | -- | -- | -- | --- | ------ |
| 1                     | Melbourne Croatia      | 26 | 14 | 7  | 5  | 45 | 26 | +19 | 35     |
| 2                     | Sydney Olympic         | 26 | 12 | 10 | 4  | 38 | 27 | +11 | 34     |
| 3                     | South Melbourne FC     | 26 | 13 | 5  | 8  | 51 | 28 | +23 | 31     |
| 4                     | Adelaide City          | 26 | 10 | 9  | 7  | 26 | 23 | +3  | 29     |
| 5                     | Wollongong City        | 26 | 9  | 10 | 7  | 24 | 17 | +7  | 28     |
| 6                     | Brisbane United        | 26 | 8  | 10 | 8  | 31 | 35 | -4  | 26     |
| 7                     | Marconi Fairfield      | 26 | 10 | 5  | 11 | 33 | 31 | +2  | 25     |
| 8                     | APIA Leichhardt Tigers | 26 | 7  | 11 | 8  | 26 | 28 | -2  | 25     |
| 9                     | Heidelberg United      | 26 | 8  | 8  | 10 | 28 | 33 | -5  | 24     |
| 10                    | Parramatta Eagles      | 26 | 6  | 11 | 9  | 24 | 24 | 0   | 23     |
| 11                    | Newcastle Breakers     | 26 | 7  | 8  | 11 | 28 | 39 | -11 | 22     |
| 12                    | Sydney Croatia         | 26 | 6  | 9  | 11 | 22 | 33 | -11 | 21     |
| 13                    | West Adelaide          | 26 | 7  | 7  | 12 | 25 | 46 | -21 | 21     |
| 14                    | Preston Lions FC       | 26 | 5  | 10 | 11 | 21 | 32 | -11 | 20     |
| Estadísticas finales. |                        |    |    |    |    |    |    |     |        |

| Nota: | Una victoria equivale a dos puntos y un empate a uno. |
|       |                                                       |
|       | Clasificados a las rondas finales.                    |
|       | Equipo relegado a la National Premier Leagues NSW     |

## Rondas finales

### Ronda preliminar
- Sydney Olympic FC 0:2 South Melbourne FC[9]
- Adelaide City FC 1:0 Wollongong Wolves[9]

### Semifinal
- Melbourne Croatia FC 0:0 South Melbourne FC[10]
- Sydney Olympic 1:2 Adelaide City FC[10]

### Final preliminar
- South Melbourne FC 0:2 Adelaide City FC[11]

### Gran Final
| 3 de mayo de 1992 | Melbourne Croatia | 0-0 (2-4) | Adelaide City | Olympic Park,                   |                                 |
|                   |                   | Reporte   |               | Asistencia: 15 463 espectadores | Asistencia: 15 463 espectadores |

## Premios
- Jugador del año: Josip Biskic (Melbourne CSC)[1]
- Jugador del año categoría sub-21: Kevin Muscat (Heidelberg United)[1]
- Goleador del torneo: Tim Bredbury (Sydney Olympic - 15 goles) y Kimon Taliadoros (Sth Melbourne - 15 goles)[1]
- Director técnico del año: David Ratcliffe (Wollongong City)[1]

### Otros datos de interés
- Partido con más goles:

West Adelaide 1-7 South Melbourne, Hindmarsh Stadium, Adelaide, ante 3791 espectadores.
Melbourne Knights 6-0 Newcastle, Somers St Stadium, Melbourne, ante 3000 espectadores.